# Истомино (Московская область)
Истомино — деревня в Сергиево-Посадском районе Московской области России, входит в состав сельского поселения Березняковское.

## Население
| 1859 | 1895 | 1905 | 1926 | 2002 | 2006 | 2010 |
| ---- | ---- | ---- | ---- | ---- | ---- | ---- |
| 170  | ↗193 | ↘175 | ↘145 | ↘16  | ↘15  | ↘8   |

## География
Деревня Истомино расположена на севере Московской области, в юго-восточной части Сергиево-Посадского района, примерно в 66 км к северу от Московской кольцевой автодороги и 15 км к северо-востоку от станции Сергиев Посад Ярославского направления Московской железной дороги, в верховье речки Звенигородки бассейна Клязьмы.
В 3 км северо-западнее деревни проходит Ярославское шоссе М8, в 6 км юго-западнее — Московское большое кольцо А108, в 10 км к северу — автодорога Р75 Александров — Владимир. Ближайшие сельские населённые пункты — деревни Гагино, Гальнево и Терпигорьево.

## История
В «Списке населённых мест» 1862 года — владельческая деревня 2-го стана Александровского уезда Владимирской губернии по правую сторону Ярославского шоссе от границы Дмитровского уезда к Переяславскому, в 35 верстах от уездного города и становой квартиры, при прудах, с 24 дворами и 170 жителями (84 мужчины, 86 женщин).
По данным на 1895 год — деревня Рогачёвской волости Александровского уезда с 193 жителями (97 мужчин, 96 женщин). Основным промыслом населения являлось хлебопашество, в зимнее время женщины и подростки занимались размоткой шёлка и клеением гильз, 70 человек уезжали в качестве фабричных рабочих на отхожий промысел в Киржач.
По материалам Всесоюзной переписи населения 1926 года — деревня Рогачёвского сельсовета Рогачёвской волости Сергиевского уезда Московской губернии в 10,7 км от Ярославского шоссе и 19,2 км от станции Сергиево Северной железной дороги; проживало 145 человек (66 мужчин, 79 женщин), насчитывалось 30 крестьянских хозяйств.
- 1991—1994 гг. — деревня Бужаниновского сельсовета Сергиево-Посадского района Московской области,
- 1994—2006 гг. — деревня Бужаниновского сельского округа Сергиево-Посадского района Московской области,
- 2006 г. — н. в. — деревня сельского поселения Березняковское Сергиево-Посадского района Московской области[12][13].